# Paraphrénie
 Mise en garde médicale
La paraphrénie est un trouble psychique caractérisé par un délire paranoïaque avec ou sans hallucinations (comme les symptômes positifs de la schizophrénie) sans troubles cognitifs (symptômes négatifs),,. Ce trouble se distingue aussi de la schizophrénie par une occurrence moins élevée, moins d'inadaptation prémorbide et une progression plus lente. Ce type de trouble est relativement rare, d'une prévalence estimée entre 2 et 4 ‰ ; les paraphrénies atteignent habituellement les personnes entre 30 et 45 ans,.

## Histoire
Le terme de « paraphrénie » est popularisé par Karl Ludwig Kahlbaum en 1863, qui décrit les tendances de certains troubles psychiatriques apparaissant lors d'une transition de vie,. Le terme a également été utilisé par Emil Kraepelin en 1919,.

## Sémiologie
Elle peut se révéler par une poussée aiguë, prenant pour le sujet la tournure d'une révélation, une mutation fantastique des relations au monde (expérience d'extase) ou bien de façon insidieuse, lente et progressive (sur plusieurs années parfois), masquée par un retrait affectif et une discrète bizarrerie des conduites propre à la schizophrénie. L'expression verbale, graphique, picturale du sujet reflète l'impénétrabilité et l'incohérence de la pensée du paraphrène. À la différence du schizophrène, le paraphrène garde sa cohérence, sa construction, son langage comme « outils de communications ».

### La période d'état de la paraphrénie

#### Mécanisme
- Imaginatif avant tout, ici la « pensée magique », la fabulation sont effrénées. Le récit repose sur une production imaginative et idéique riche et luxuriante.
- Une activité ou une expérience hallucinatoire est parfois présente et contribue à enrichir la production délirante : hallucination verbale, auditive, psychosensorielle ; automatisme mental (« communication télépathique », « révélation », « prophétisme »).

#### Thèmes
L'espace et le temps, la réalité sont remaniés, sans souci de cohérence ou de clarté. La note mégalomaniaque est fondamentale dans la dimension cosmique du délire. Elle se perçoit dans les thèmes d'influence (emprise diabolique ou magique à distance) et de persécution. Les thèmes de grandeur sont souvent présents, le sujet s'identifie aux prophètes, aux monarques, à Dieu, aux puissances occultes.

#### Structure
Malgré l'adhésion et la richesse du délire dans le secteur imaginatif, l'adaptation du délire est remarquable. À ce jour, deux degrés de systématisation sont définis :
- la forme imaginative : paraphrénie confabulatoire d'Emil Kraeplin, où « les créations imaginatives restent plus ou moins reliées entre elles »
- la forme fantastique : paraphrénie fantastique d'Emil Kraeplin. La juxtaposition des thématiques mégalomaniaques, dans un monde merveilleux, rend le discours proche de celui du visionnaire.

#### Participation affective
La participation affective est intense, avec une exaltation, voire une euphorie dans l'expression du délire.

### Symptômes
Les principaux symptômes de la paraphrénie incluent les délires paranoïdes et les hallucinations,. Les délires ont souvent un thème de persécution, bien qu'ils puissent également être de nature érotique, hypocondriaque ou mégalomaniaque. La majeure partie des hallucinations associées à la paraphrénie sont auditives, avec 75 % des patients rapportant ce type de trouble. Cependant, les hallucinations tactiles, visuelles ou olfactives ne sont pas exclues,. La paranoïa et les hallucinations peuvent se mélanger, sous forme de « voix menaçantes ou accusatrices venant du voisinage [et] qui sont fréquemment rapportées par les patients comme dérangeantes et injustes ».
L'imagination morbide est présente dans tous les délires, mais on parle de délire paraphrénique, dans les psychoses non dissociatives, quand le mécanisme imaginatif l'emporte sur tous les autres mécanismes.
On ne retrouve pas des symptômes fréquents dans d'autres troubles mentaux proches : aucune détérioration de l'intellect, de la personnalité ou des habitudes n'est rapportée ; les patients sont propres, non dépendants et s'orientent correctement, aussi bien dans le temps que dans l'espace.
La paraphrénie est différente de la schizophrénie car même si ces deux maladies mentales se manifestent par des délires et des hallucinations, les patients schizophrènes montrent des changements et une détérioration de la personnalité, tandis que les patients paraphrènes maintiennent une personnalité non-atteinte et des réponses affectives normales,.

## Causes possibles
La paraphrénie est souvent associée à une maladie neurologique comme une tumeur, un accident vasculaire cérébral, un élargissement des ventricules cérébraux, un trouble neurodégénératif ou un dysfonctionnement au niveau sous-cortical.
Certains patients paraphrènes, qui souffrent d'une perte significative visuelle et auditive, sont isolés, avec peu ou pas de contact social, ne possèdent pas toujours un domicile fixe, ne sont pas mariés ou n'ont pas d'enfants et s'adaptent mal à leur environnement,,. Bien que ces facteurs ne causent pas la paraphrénie, ils prédisposent significativement les individus au développement de ce trouble.

## Diagnostic
« Parler de paraphrénie, affirme De Waelhens, c'est toujours reconnaître ou affirmer que le malade auquel on l'applique n'est pas un psychotique de fraîche date [...] En fait, ce qui oriente décisivement le diagnostic, ce sont, d'une part, l'allure peu vivace du délire, l'indifférence relative du malade à son égard, son plus ou moins total enkystement, mais aussi, d'autre part, sa cohérence marquée, allant même vers la systématisation, sa richesse d'éléments et, enfin, la diplopie qui l'accompagne: le malade s'identifie pleinement au personnage de son délire mais cette identification ne l'empêche nullement d'être aussi ailleurs, c'est-à-dire là même où nous le voyons ».
Le diagnostic de la paraphrénie n'étant pas inclus dans le DSM-IV ou la CIM-10, certaines études reconnaissent cette maladie comme « un diagnostic viable, distinct de la schizophrénie, avec des facteurs organiques qui jouent un rôle significatif chez les patients ». Comme telle, la paraphrénie est considérée comme différente de la schizophrénie et de la démence progressive chez les personnes âgées. Ravindran a listé en 1999 les critères diagnostiques de la paraphrénie, en accord avec la plupart des travaux disponibles à cette date.
Les psychothérapeutes diagnostiquent souvent les patients paraphrènes comme souffrant de psychoses atypiques, de troubles délirants, de psychoses — sans plus de précision, de troubles schizo-affectifs, ou de délires de persécution persistants du sujet âgé.

## Traitement
Des recherches suggèrent que les patients paraphrènes répondent bien aux antipsychotiques,. Herbert a montré que la trifluopérazine associée à l'orphénadrine pouvait être un traitement efficace. Bien que la thérapie comportementale puisse aider les patients à réduire leur panique liée aux délires, la psychothérapie n'est pas considérée comme présentant un intérêt majeur.

## Pronostic
Les individus paraphrènes ont une espérance de vie similaire à celle de la population générale,,,. La guérison des symptômes psychotiques semble rare,,. Les patients présentent une détérioration lente du système cognitif, pouvant mener à la démence dans certains cas,,.